# Pseudacalypta
Pseudacalypta is een geslacht van wantsen uit de familie van de Tingidae (Netwantsen). Het geslacht werd voor het eerst wetenschappelijk beschreven door Pericart in 1983.

## Soorten
Het genus bevat de volgende soort:

- Pseudacalypta nepalensis Péricart, 1983